# Jurica Ružić
Jurica Ružić (Zara, 21 settembre 1977) è un ex cestista croato.

## Carriera
Con la Croazia ha disputato i Campionati europei del 1999.

## Palmarès
- Campionato francese: 1

Le Mans: 2005-06
- Coppa di Croazia: 2

Zadar: 1998, 2000
- Coppa di Francia: 1

Le Mans: 2004
- Semaine des As: 1

Le Mans: 2006